# Leire Iglesias Armiño
Leire Iglesias Armiño (Portugalete, 7 de abril de 1978) es una deportista española que compitió en judo, en la categoría de –70 kg. Ganó una medalla de plata en el Campeonato Europeo de Judo de 2008 en Lisboa.

## Biografía
Leire nació en Portugalete en 1978. Cursó estudios de Enfermería en la Universidad Católica de Murcia, donde participó en diversas competiciones como el Campeonato Mundial Universitario de Yudo, en Suwon (Corea del Sur) en 2007, en la que logró la medalla de bronce. Este centro educativo distinguió su labor deportiva, en 2012, junto a otros deportistas olímpicos en la I Jornada Nacional de Olimpismo.
Posteriormente, ha colaborado en diversas actividades culturales y conferencias para la difusión de su deporte a las futuras generaciones y para visibilizar a las mujeres deportistas.

## Trayectoria deportiva
Su historial de resultados deportivos data de 1993, con su intervención en el Campeonato Español Cadete de Pozuelo (en la categoría de –61 kg), y se compone de 65 participaciones y 171 enfrentamientos en el ámbito nacional e internacional. En cuanto a sus actuaciones en la categoría de –70 kg, destacan el Campeonato Mundial de Río de Janeiro 2007, en el que consiguió un séptimo puesto, y en el ranking europeo de 2008, donde obtuvo un tercer puesto. Sus máximos hitos deportivos a nivel internacional tuvieron lugar en los Juegos Olímpicos de Pekín 2008, obteniendo un diploma por su quinto lugar, tras enfrentarse a Edith Bosch en la categoría –70 kg, y con la medalla de plata en el Campeonato Europeo de Judo de 2008 en Lisboa, donde fue derrotada por Ylenia Scapin en la misma categoría. Posteriormente, compitió en los Juegos Mediterráneos de 2009 en Pescara y logró la medalla de bronce, también en este mismo peso.

## Palmarés internacional
| Campeonato Europeo | Campeonato Europeo | Campeonato Europeo | Campeonato Europeo |
| Año                | Lugar              | Medalla            | Categoría          |
| ------------------ | ------------------ | ------------------ | ------------------ |
| 2008               | Lisboa (Portugal)  | Medalla de plata   | –70 kg             |